# 聖母子 (フィリッポ・リッピ、パルマ)
『聖母子』（せいぼし、イタリア語: Madonna col Bambino）は、現在イタリアのパルマのマニャーニ・ロッカ財団にあるフィリッポ・リッピによる1450年から1455年のテンペラ画である。だまし絵技法（トロンプ・ルイユ）が用いられた大理石の手すりと暗い背景に掛けられた布地の描写において特に、フランドル派作品の影響を強く受けている 。また、リッピの工房の助手であったと考えられているカステッロのキリスト降誕の師匠の作品といくつかの類似点を示している。
おそらく個人用礼拝のための作品であるが、注文主はわかっていない。ピエトロ・トエスカは1932年に本作について書き、不明な時期にフィレンツェ近くのカステッロ・ディ・モンタウトにあるコンテッサ・フォッリエッティのコレクションにあったと述べた。